# ماریو مندوزا
ماریو مندوزا (انگلیسی: Mario Mendoza؛ زادهٔ ۲۶ دسامبر ۱۹۵۰) بازیکن سابق بیس‌بال اهل ایالات متحده آمریکا است. او بیشتر به خاطر آستانهٔ توپ‌زنی با میانگین ۲۰۰ که خط مندوزا نام گرفته، شهرت دارد. این آستانه، حد پایینی برای کیفیت توپ‌زنان بیسبال است.
از باشگاه‌هایی که در آن بازی کرده می‌توان به تگزاس رنجرز اشاره کرد.